# علاء علي
علاء علي (28 يناير 1988 - 11 نوفمبر 2019) هو لاعب كرة قدم مصري، بدأ مسيرته في نادي الزمالك في موسم 2007-2008، ثم لعب لعدد من الأندية من أبرزها دجلة وسموحة وطلائع الجيش وبتروجيت والمصري. توفي 11 نوفمبر 2019 عن عمر يناهز 31 عاما بعد معاناته مع المرض.